# Liste der Nummer-eins-Hits in Schweden (2015)
Dies ist eine Liste der Nummer-eins-Hits in Schweden im Jahr 2015. Sie basiert auf den offiziellen Single und Album Top 60, die im Auftrag der Grammofon Leverantörernas Förening (GLF), einem schwedischen Vertreter der IFPI, erstellt werden.

## Singles
| ← 2014 ← | Liste der Nummer-eins-Hits in Schweden | Liste der Nummer-eins-Hits in Schweden | Liste der Nummer-eins-Hits in Schweden | 2016 → |
| \| Zeitraum \| Wo. ges. \| Interpret \| Titel Autor(en) \| Zusätzliche Informationen \| \| (Zeitraum, Wochen auf Platz eins, Interpret, Titel, Autor[en], zusätzliche Informationen) \| \| \| \| \| \| ----------------------------------------------------------------------------------------- \| -------- \| ------------------------------------ \| -------------------------------------------------------------------------------------------------------------------------------------------------- \| ----------------------------------------------------------------------------------------------------------------------------------------------------------------------------------------------------------------------------------------------------------------------------------------------------------------------------------------------------- \| \| 6. November 2014 – 8. Januar 2015 9 Wochen \| 9 \| Omi \| Cheerleader (Felix Jaehn Remix) Omar Samuel Pasley, Clifton Dillon, Mark Bradford, Ryan Dillon, Sly Dunbar \| – \| \| 9. Januar 2015 – 28. Januar 2015 3 Wochen \| 3 \| Hozier \| Take Me to Church Andrew Hozier-Byrne \| – \| \| 29. Januar 2015 – 4. März 2015 5 Wochen \| 5 \| Ellie Goulding \| Love Me like You Do Max Martin, Savan Kotecha, Ali Payami, Tove Nilsson, Ilya Salmanzadeh \| – \| \| 5. März 2015 – 18. März 2015 2 Wochen \| 2 \| Rihanna, Kanye West & Paul McCartney \| FourFiveSeconds Kanye West, Paul McCartney, Kirby Lauryen, Mike Dean, Tyrone Griffin, Dave Longstreth, Dallas Austin, Elon Rutberg, Noah Goldstein \| – \| \| 19. März 2015 – 1. April 2015 2 Wochen \| 2 \| Måns Zelmerlöw \| Heroes Anton Malmberg Hård af Segerstad, Joy Deb, Linnea Deb \| Acht Jahre zuvor hatte der Popsänger seinen ersten Nummer-eins-Hit mit Cara mia gehabt, das beim Melodifestivalen Platz 3 belegt hatte. Jetzt gewann er mit Heroes den Wettbewerb, kam erneut auf Platz eins und wurde zum Vertreter Schwedens beim Eurovision Song Contest 2015 und später zum sechsten Sieger seines Landes bei dem Liedwettbewerb. \| \| 2. April 2015 – 15. April 2015 2 Wochen \| 2 \| Kygo feat. Parson James \| Stole the Show Ashton Parson, Kyrre Gørvell-Dahll, Kyle Kelso, Marli Harwood, Michael Harwood \| – \| \| 16. April 2015 – 20. Mai 2015 5 Wochen \| 5 \| Wiz Khalifa feat. Charlie Puth \| See You Again Justin Franks, Cameron Thomaz, Andrew Cedar, Charles Puth \| – \| \| 21. Mai 2015 – 27. Mai 2015 1 Woche \| 1 \| Lost Frequencies \| Are You with Me Tommy Lee James, Shane McAnally, Terry McBride \| – \| \| 28. Mai 2015 – 3. Juni 2015 1 Woche \| 1 \| Axel Wikner \| Det draaar \| – \| \| 4. Juni 2015 – 24. Juni 2015 3 Wochen \| 3 \| Avicii \| Waiting for Love Simon Aldred, Salem Al Fakir, Tim Bergling, Vincent Pontare, Martin Garrix \| – \| \| 25. Juni 2015 – 23. Juli 2015 4 Wochen \| 4 \| Axwell Λ Ingrosso \| Sun Is Shining Sebastian Ingrosso, Salem Al Fakir, Axel Hedfors, Vincent Pontare \| – \| \| 24. Juli 2015 – 27. August 2015 5 Wochen \| 5 \| Zara Larsson \| Lush Life Emanuel Abrahamsson, Fridolin Walcher, Iman Conta Hultén, Linnea Södahl, Marcus Sepehrmanesh \| Zwei Jahre nach dem Nummer-eins-Debüt mit Uncover kehrte die schwedische Popsängerin auf Platz eins zurück. \| \| 28. August 2015 – 3. September 2015 1 Woche \| 1 \| Badpojken \| Johnny G (The Guidetti Song) \| 2006 hatte Produzent Fredrik Andersson mit der Band Elias und dem Song Who’s da’ Man über Zlatan Ibrahimović den Sommerhit des Jahres. Diesmal nahm er sich den Fußball-Jungstar John Guidetti vor, der Ende Juni mit der schwedischen U-21-Auswahl Europameister geworden war, und hatte wieder einen Nummer-eins-Hit.[1] \| \| 4. September 2015 – 24. September 2015 3 Wochen (insgesamt 5) \| 5 \| Justin Bieber \| What Do You Mean? Jason Boyd, Mason Levy, Justin Bieber \| 19 Mal war Bieber alleine oder mit anderen schon in den schwedischen Singlecharts gewesen und dreimal in den Top 10 gelandet. Der 20. Charteintritt bedeutete seine erste Nummer-eins-Platzierung in Schweden. \| \| 25. September 2015 – 1. Oktober 2015 1 Woche \| 1 \| Zara Larsson & MNEK \| Never Forget You \| Nur kurz nach ihrem zweiten Nummer-eins-Hit stand die Popsängerin erneut an der Spitze, diesmal mit Unterstützung des britischen Produzenten MNEK. \| \| 2. Oktober 2015 – 15. Oktober 2015 2 Wochen (insgesamt 5) \| 5 \| Justin Bieber \| What Do You Mean? Jason Boyd, Mason Levy, Justin Bieber \| – \| \| 16. Oktober 2015 – 29. Oktober 2015 2 Wochen \| 2 \| Lukas Graham \| 7 Years Lukas Forchhammer, Morten Ristorp, Stefan Forrest, Morten Pilegaard \| Im Nachbarland Dänemark war das Lied bereits der fünfte Nummer-eins-Hit für die Band gewesen, in Schweden brachte es den Durchbruch für die erfolgreichen Dänen. \| \| 30. Oktober 2015 – 5. November 2015 1 Woche \| 1 \| Justin Bieber \| Sorry Justin Bieber, Sonny Moore, Justin Tranter, Julia Michaels, Michael Tucker \| Fast überall, sogar in Biebers Heimat Kanada, war in dieser Woche Adele vorne. Nur die Dänen bevorzugten ebenfalls den Jungstar. \| \| 6. November 2015 – 19. November 2015 2 Wochen \| 2 \| Adele \| Hello Greg Kurstin, Adele Adkins \| Es dauerte bis zur zweiten Woche nach Veröffentlichung, bis der erste Nummer-eins-Hits von Adele in Schweden perfekt war. Ihr einziger Top-10-Hit zuvor war Someone like You (Platz drei) gewesen. \| \| 20. November 2015 – 24. Dezember 2015 5 Wochen \| 5 \| Justin Bieber \| Love Yourself Benjamin Levin, Justin Bieber, Ed Sheeran \| – \| \| 25. Dezember 2015 – 11. Februar 2016 7 Wochen (insgesamt 8) \| 8 \| Alan Walker \| Faded Anders Froen, Gunnar Greve Pettersen, Alan Walker, Jesper Borgen \| – \| |                                        |                                        | | |
| ← 2014 |                                        |                                        | | → 2016 → |
| Zeitraum | Wo. ges.                               | Interpret                              | Titel Autor(en) | Zusätzliche Informationen |
| (Zeitraum, Wochen auf Platz eins, Interpret, Titel, Autor[en], zusätzliche Informationen) |                                        |                                        | | |
| 6. November 2014 – 8. Januar 2015 9 Wochen | 9                                      | Omi                                    | Cheerleader (Felix Jaehn Remix) Omar Samuel Pasley, Clifton Dillon, Mark Bradford, Ryan Dillon, Sly Dunbar                                         | – |
| 9. Januar 2015 – 28. Januar 2015 3 Wochen | 3                                      | Hozier                                 | Take Me to Church Andrew Hozier-Byrne | – |
| 29. Januar 2015 – 4. März 2015 5 Wochen | 5                                      | Ellie Goulding                         | Love Me like You Do Max Martin, Savan Kotecha, Ali Payami, Tove Nilsson, Ilya Salmanzadeh                                                          | – |
| 5. März 2015 – 18. März 2015 2 Wochen | 2                                      | Rihanna, Kanye West & Paul McCartney   | FourFiveSeconds Kanye West, Paul McCartney, Kirby Lauryen, Mike Dean, Tyrone Griffin, Dave Longstreth, Dallas Austin, Elon Rutberg, Noah Goldstein | – |
| 19. März 2015 – 1. April 2015 2 Wochen | 2                                      | Måns Zelmerlöw                         | Heroes Anton Malmberg Hård af Segerstad, Joy Deb, Linnea Deb                                                                                       | Acht Jahre zuvor hatte der Popsänger seinen ersten Nummer-eins-Hit mit Cara mia gehabt, das beim Melodifestivalen Platz 3 belegt hatte. Jetzt gewann er mit Heroes den Wettbewerb, kam erneut auf Platz eins und wurde zum Vertreter Schwedens beim Eurovision Song Contest 2015 und später zum sechsten Sieger seines Landes bei dem Liedwettbewerb. |
| 2. April 2015 – 15. April 2015 2 Wochen | 2                                      | Kygo feat. Parson James                | Stole the Show Ashton Parson, Kyrre Gørvell-Dahll, Kyle Kelso, Marli Harwood, Michael Harwood                                                      | – |
| 16. April 2015 – 20. Mai 2015 5 Wochen | 5                                      | Wiz Khalifa feat. Charlie Puth         | See You Again Justin Franks, Cameron Thomaz, Andrew Cedar, Charles Puth                                                                            | – |
| 21. Mai 2015 – 27. Mai 2015 1 Woche | 1                                      | Lost Frequencies                       | Are You with Me Tommy Lee James, Shane McAnally, Terry McBride                                                                                     | – |
| 28. Mai 2015 – 3. Juni 2015 1 Woche | 1                                      | Axel Wikner                            | Det draaar | – |
| 4. Juni 2015 – 24. Juni 2015 3 Wochen | 3                                      | Avicii                                 | Waiting for Love Simon Aldred, Salem Al Fakir, Tim Bergling, Vincent Pontare, Martin Garrix                                                        | – |
| 25. Juni 2015 – 23. Juli 2015 4 Wochen | 4                                      | Axwell Λ Ingrosso                      | Sun Is Shining Sebastian Ingrosso, Salem Al Fakir, Axel Hedfors, Vincent Pontare                                                                   | – |
| 24. Juli 2015 – 27. August 2015 5 Wochen | 5                                      | Zara Larsson                           | Lush Life Emanuel Abrahamsson, Fridolin Walcher, Iman Conta Hultén, Linnea Södahl, Marcus Sepehrmanesh                                             | Zwei Jahre nach dem Nummer-eins-Debüt mit Uncover kehrte die schwedische Popsängerin auf Platz eins zurück. |
| 28. August 2015 – 3. September 2015 1 Woche | 1                                      | Badpojken                              | Johnny G (The Guidetti Song) | 2006 hatte Produzent Fredrik Andersson mit der Band Elias und dem Song Who’s da’ Man über Zlatan Ibrahimović den Sommerhit des Jahres. Diesmal nahm er sich den Fußball-Jungstar John Guidetti vor, der Ende Juni mit der schwedischen U-21-Auswahl Europameister geworden war, und hatte wieder einen Nummer-eins-Hit.                               |
| 4. September 2015 – 24. September 2015 3 Wochen (insgesamt 5) | 5                                      | Justin Bieber                          | What Do You Mean? Jason Boyd, Mason Levy, Justin Bieber                                                                                            | 19 Mal war Bieber alleine oder mit anderen schon in den schwedischen Singlecharts gewesen und dreimal in den Top 10 gelandet. Der 20. Charteintritt bedeutete seine erste Nummer-eins-Platzierung in Schweden. |
| 25. September 2015 – 1. Oktober 2015 1 Woche | 1                                      | Zara Larsson & MNEK                    | Never Forget You | Nur kurz nach ihrem zweiten Nummer-eins-Hit stand die Popsängerin erneut an der Spitze, diesmal mit Unterstützung des britischen Produzenten MNEK. |
| 2. Oktober 2015 – 15. Oktober 2015 2 Wochen (insgesamt 5) | 5                                      | Justin Bieber                          | What Do You Mean? Jason Boyd, Mason Levy, Justin Bieber                                                                                            | – |
| 16. Oktober 2015 – 29. Oktober 2015 2 Wochen | 2                                      | Lukas Graham                           | 7 Years Lukas Forchhammer, Morten Ristorp, Stefan Forrest, Morten Pilegaard                                                                        | Im Nachbarland Dänemark war das Lied bereits der fünfte Nummer-eins-Hit für die Band gewesen, in Schweden brachte es den Durchbruch für die erfolgreichen Dänen. |
| 30. Oktober 2015 – 5. November 2015 1 Woche | 1                                      | Justin Bieber                          | Sorry Justin Bieber, Sonny Moore, Justin Tranter, Julia Michaels, Michael Tucker                                                                   | Fast überall, sogar in Biebers Heimat Kanada, war in dieser Woche Adele vorne. Nur die Dänen bevorzugten ebenfalls den Jungstar. |
| 6. November 2015 – 19. November 2015 2 Wochen | 2                                      | Adele                                  | Hello Greg Kurstin, Adele Adkins | Es dauerte bis zur zweiten Woche nach Veröffentlichung, bis der erste Nummer-eins-Hits von Adele in Schweden perfekt war. Ihr einziger Top-10-Hit zuvor war Someone like You (Platz drei) gewesen. |
| 20. November 2015 – 24. Dezember 2015 5 Wochen | 5                                      | Justin Bieber                          | Love Yourself Benjamin Levin, Justin Bieber, Ed Sheeran                                                                                            | – |
| 25. Dezember 2015 – 11. Februar 2016 7 Wochen (insgesamt 8) | 8                                      | Alan Walker                            | Faded Anders Froen, Gunnar Greve Pettersen, Alan Walker, Jesper Borgen                                                                             | – |

## Alben
| ← 2014 ← | Liste der Nummer-eins-Hits in Schweden | Liste der Nummer-eins-Hits in Schweden | Liste der Nummer-eins-Hits in Schweden | 2016 → |
| \| Zeitraum \| Wo. ges. \| Interpret \| Titel \| Zusätzliche Informationen \| \| (Zeitraum, Wochen auf Platz eins, Interpret, Titel, zusätzliche Informationen) \| \| \| \| \| \| ------------------------------------------------------------------------------ \| -------- \| --------------------------- \| ------------------------- \| ------------------------------------------------------------------------------------------------------------------------------------------------------------------------------------------------------------------------------------- \| \| 25. Dezember 2014 – 1. Januar 2015 1 Woche \| 1 \| Sven-Bertil Taube \| Hommage \| – \| \| 2. Januar 2015 – 8. Januar 2015 1 Woche (insgesamt 3) \| 3 \| AC/DC \| Rock or Bust \| – \| \| 9. Januar 2015 – 4. Februar 2015 4 Wochen (insgesamt 9) \| 9 \| Ed Sheeran \| × \| – \| \| 5. Februar 2015 – 18. Februar 2015 2 Wochen \| 2 \| Bob Dylan \| Shadows in the Night \| – \| \| 19. Februar 2015 – 25. Februar 2015 1 Woche \| 1 \| Thåström \| Den morronen \| – \| \| 26. Februar 2015 – 18. März 2015 3 Wochen (insgesamt 7) \| 7 \| Sam Smith \| In the Lonely Hour \| – \| \| 19. März 2015 – 25. März 2015 1 Woche \| 1 \| Jon Henrik Fjällgren \| Goeksegh – jag är fri \| – \| \| 26. März 2015 – 1. April 2015 1 Woche (insgesamt 7) \| 7 \| Sam Smith \| In the Lonely Hour \| – \| \| 2. April 2015 – 22. April 2015 3 Wochen \| 3 \| Jill Johnson & Doug Seegers \| In Tandem \| – \| \| 23. April 2015 – 6. Mai 2015 2 Wochen \| 2 \| Hasse Andersson \| Guld och gröna skogar \| – \| \| 7. Mai 2015 – 13. Mai 2015 1 Woche \| 1 \| Streaplers \| Idag \| – \| \| 14. Mai 2015 – 20. Mai 2015 1 Woche (insgesamt 7) \| 7 \| Sam Smith \| In the Lonely Hour \| – \| \| 21. Mai 2015 – 27. Mai 2015 1 Woche (insgesamt 9) \| 9 \| Ed Sheeran \| × \| – \| \| 28. Mai 2015 – 3. Juni 2015 1 Woche \| 1 \| Lasse Sigfridsson \| På mitt sätt \| – \| \| 4. Juni 2015 – 10. Juni 2015 1 Woche \| 1 \| Elisa’s \| Utekväll \| – \| \| 11. Juni 2015 – 17. Juni 2015 1 Woche \| 1 \| Måns Zelmerlöw \| Perfectly Damaged \| Gleich nach seinem Sieg beim Eurovision Song Contest 2015 veröffentlichte Zelmerlöw das Album und erreichte damit zum dritten Mal Platz 1 bei den Alben. \| \| 18. Juni 2015 – 24. Juni 2015 1 Woche \| 1 \| Larz-Kristerz \| Våra bästa! \| Nachdem sie zuvor zweimal knapp die Spitze verpasst hatte, schaffte die Dansband aus Mittelschweden mit dem siebten Album in ebenso viel Jahren die fünfte Nummer-eins-Platzierung. \| \| 25. Juni 2015 – 6. August 2015 6 Wochen (insgesamt 8) \| 8 \| Lasse Stefanz \| Whiskey Barrel \| – \| \| 7. August 2015 – 13. August 2015 1 Woche (insgesamt 9) \| 9 \| Ed Sheeran \| × \| – \| \| 14. August 2015 – 27. August 2015 2 Wochen (insgesamt 8) \| 8 \| Lasse Stefanz \| Whiskey Barrel \| – \| \| 28. August 2015 – 10. September 2015 2 Wochen \| 2 \| Ghost \| Meliora \| – \| \| 11. September 2015 – 17. September 2015 1 Woche \| 1 \| Iron Maiden \| The Book of Souls \| – \| \| 18. September 2015 – 24. September 2015 1 Woche \| 1 \| The Weeknd \| Beauty Behind the Madness \| – \| \| 25. September 2015 – 1. Oktober 2015 1 Woche \| 1 \| David Gilmour \| Rattle That Lock \| – \| \| 2. Oktober 2015 – 8. Oktober 2015 1 Woche \| 1 \| Darin \| Fjärilar i magen \| Es ist das sechste von acht Alben, das der kurdischstämmige Popsänger innerhalb von 10 Jahren auf Platz eins brachte. Es ist sein erstes Album mit einem schwedischsprachigen Titel, er bedeutet übersetzt „Schmetterlinge im Bauch“. \| \| 9. Oktober 2015 – 29. Oktober 2015 3 Wochen (insgesamt 5) \| 5 \| Avicii \| Stories \| Nach dem Debütalbum stieg auch das zweite Album des schwedischen DJs auf Platz eins der Albumcharts ein. \| \| 30. Oktober 2015 – 5. November 2015 1 Woche \| 1 \| Bo Kaspers Orkester \| Redo att gå sönder \| Zum sechsten Mal stand die Jazz-Pop-Band an der Spitze der schwedischen Albumcharts. \| \| 6. November 2015 – 19. November 2015 2 Wochen (insgesamt 5) \| 5 \| Avicii \| Stories \| – \| \| 20. November 2015 – 26. November 2015 1 Woche (insgesamt 14) \| 14 \| Justin Bieber \| Purpose \| – \| \| 27. November 2015 – 31. Dezember 2015 5 Wochen \| 5 \| Adele \| 25 \| – \| |                                        |                                        |                                        | |
| ← 2014 |                                        |                                        |                                        | → 2016 → |
| Zeitraum | Wo. ges.                               | Interpret                              | Titel                                  | Zusätzliche Informationen |
| (Zeitraum, Wochen auf Platz eins, Interpret, Titel, zusätzliche Informationen) |                                        |                                        |                                        | |
| 25. Dezember 2014 – 1. Januar 2015 1 Woche | 1                                      | Sven-Bertil Taube                      | Hommage                                | – |
| 2. Januar 2015 – 8. Januar 2015 1 Woche (insgesamt 3) | 3                                      | AC/DC                                  | Rock or Bust                           | – |
| 9. Januar 2015 – 4. Februar 2015 4 Wochen (insgesamt 9) | 9                                      | Ed Sheeran                             | ×                                      | – |
| 5. Februar 2015 – 18. Februar 2015 2 Wochen | 2                                      | Bob Dylan                              | Shadows in the Night                   | – |
| 19. Februar 2015 – 25. Februar 2015 1 Woche | 1                                      | Thåström                               | Den morronen                           | – |
| 26. Februar 2015 – 18. März 2015 3 Wochen (insgesamt 7) | 7                                      | Sam Smith                              | In the Lonely Hour                     | – |
| 19. März 2015 – 25. März 2015 1 Woche | 1                                      | Jon Henrik Fjällgren                   | Goeksegh – jag är fri                  | – |
| 26. März 2015 – 1. April 2015 1 Woche (insgesamt 7) | 7                                      | Sam Smith                              | In the Lonely Hour                     | – |
| 2. April 2015 – 22. April 2015 3 Wochen | 3                                      | Jill Johnson & Doug Seegers            | In Tandem                              | – |
| 23. April 2015 – 6. Mai 2015 2 Wochen | 2                                      | Hasse Andersson                        | Guld och gröna skogar                  | – |
| 7. Mai 2015 – 13. Mai 2015 1 Woche | 1                                      | Streaplers                             | Idag                                   | – |
| 14. Mai 2015 – 20. Mai 2015 1 Woche (insgesamt 7) | 7                                      | Sam Smith                              | In the Lonely Hour                     | – |
| 21. Mai 2015 – 27. Mai 2015 1 Woche (insgesamt 9) | 9                                      | Ed Sheeran                             | ×                                      | – |
| 28. Mai 2015 – 3. Juni 2015 1 Woche | 1                                      | Lasse Sigfridsson                      | På mitt sätt                           | – |
| 4. Juni 2015 – 10. Juni 2015 1 Woche | 1                                      | Elisa’s                                | Utekväll                               | – |
| 11. Juni 2015 – 17. Juni 2015 1 Woche | 1                                      | Måns Zelmerlöw                         | Perfectly Damaged                      | Gleich nach seinem Sieg beim Eurovision Song Contest 2015 veröffentlichte Zelmerlöw das Album und erreichte damit zum dritten Mal Platz 1 bei den Alben.                                                                              |
| 18. Juni 2015 – 24. Juni 2015 1 Woche | 1                                      | Larz-Kristerz                          | Våra bästa!                            | Nachdem sie zuvor zweimal knapp die Spitze verpasst hatte, schaffte die Dansband aus Mittelschweden mit dem siebten Album in ebenso viel Jahren die fünfte Nummer-eins-Platzierung.                                                   |
| 25. Juni 2015 – 6. August 2015 6 Wochen (insgesamt 8) | 8                                      | Lasse Stefanz                          | Whiskey Barrel                         | – |
| 7. August 2015 – 13. August 2015 1 Woche (insgesamt 9) | 9                                      | Ed Sheeran                             | ×                                      | – |
| 14. August 2015 – 27. August 2015 2 Wochen (insgesamt 8) | 8                                      | Lasse Stefanz                          | Whiskey Barrel                         | – |
| 28. August 2015 – 10. September 2015 2 Wochen | 2                                      | Ghost                                  | Meliora                                | – |
| 11. September 2015 – 17. September 2015 1 Woche | 1                                      | Iron Maiden                            | The Book of Souls                      | – |
| 18. September 2015 – 24. September 2015 1 Woche | 1                                      | The Weeknd                             | Beauty Behind the Madness              | – |
| 25. September 2015 – 1. Oktober 2015 1 Woche | 1                                      | David Gilmour                          | Rattle That Lock                       | – |
| 2. Oktober 2015 – 8. Oktober 2015 1 Woche | 1                                      | Darin                                  | Fjärilar i magen                       | Es ist das sechste von acht Alben, das der kurdischstämmige Popsänger innerhalb von 10 Jahren auf Platz eins brachte. Es ist sein erstes Album mit einem schwedischsprachigen Titel, er bedeutet übersetzt „Schmetterlinge im Bauch“. |
| 9. Oktober 2015 – 29. Oktober 2015 3 Wochen (insgesamt 5) | 5                                      | Avicii                                 | Stories                                | Nach dem Debütalbum stieg auch das zweite Album des schwedischen DJs auf Platz eins der Albumcharts ein. |
| 30. Oktober 2015 – 5. November 2015 1 Woche | 1                                      | Bo Kaspers Orkester                    | Redo att gå sönder                     | Zum sechsten Mal stand die Jazz-Pop-Band an der Spitze der schwedischen Albumcharts. |
| 6. November 2015 – 19. November 2015 2 Wochen (insgesamt 5) | 5                                      | Avicii                                 | Stories                                | – |
| 20. November 2015 – 26. November 2015 1 Woche (insgesamt 14) | 14                                     | Justin Bieber                          | Purpose                                | – |
| 27. November 2015 – 31. Dezember 2015 5 Wochen | 5                                      | Adele                                  | 25                                     | – |